# Microplitis chacoensis
Microplitis chacoensis är en stekelart som först beskrevs av Cameron 1908.  Microplitis chacoensis ingår i släktet Microplitis och familjen bracksteklar. Inga underarter finns listade i Catalogue of Life.